# مارغريت ماركس
مارغريت ماركس (5 يناير 1918 - 20 أغسطس 2014) (بالإنجليزية: Margaret Marks)‏ هي لاعبة كريكت نيوزلندية. شاركت مع منتخب نيوزيلندا الوطني للكريكت.

## وصلات خارجية
- مارغريت ماركس على موقع إي آس بي آن كريك إنفو (الإنجليزية)